# Выборгская больница сестёр милосердия
Выборгская больница сестёр милосердия — больница общества сестёр милосердия, действовавшего в 1869 — 1940 годах в Выборге. Расположенное в Петровском микрорайоне больничное здание, включённое в перечень памятников архитектуры, и поныне используется в качестве больницы.

## История
Во второй половине XIX века в Великом княжестве Финляндском стали появляться благотворительные организации сестёр милосердия по образцу германских учреждений диаконис. Первое общество было основано в 1867 году по инициативе Авроры Карамзиной в Гельсингфорсе, а второе — в 1869 году в Выборге на средства рода Хакманов, одного из самых богатых и влиятельных в городе.
Благотворительная деятельность выборгского общества сестёр милосердия, учредившего сиротский дом, больницу и детский сад, была тесно связана с работой немецкой лютеранской общины. В 1930 году на окраине города по проекту У. Ульберга было построено новое здание больницы на 130 мест, ставшее одной из самых значительных работ архитектора в Выборге. В соответствии с принципами архитектуры функционализма здание было расчленено на пять основных корпусов различной этажности и несколько хозяйственных построек в зависимости от специализированных функций. Два основных больничных корпуса соединяются переходом на уровне второго этажа, под которым был сквозной проезд для доставки больных медицинским автотранспортом в приёмное отделение. Машина, въезжавшая через главные ворота, покидала больницу по наклонному пандусу через другие ворота. Из-за перепада высоты дворовый фасад основного корпуса выше на один этаж. Столовая, кухня и прачечная располагались во вспомогательном корпусе.
В результате советско-финской войны деятельность общества сестёр милосердия с 1940 года переведена в Лахти, но здание больницы сохранило своё назначение. В нём разместилась центральная районная больница, под нужды которой здание было перестроено: заложен сквозной проезд, изменены функции корпусов и схема движения транспорта. В 1970-е годы началось расширение здания: к больнице был пристроен новый терапевтический корпус, спроектированный архитектором А. А. Бобковым. Проектом Н. А. Ли предусматривалось также строительство акушерского корпуса, гинекологического отделения и женской консультации. Но монументальный акушерский корпус, строительство которого началось в 1976 году, так и не принятый в эксплуатацию, был разобран в 2011 году. Другие планы расширения больничного здания развития не получили. В настоящее время здание занимает Выборгская межрайонная больница. Деятельности больницы общества сестёр милосердия посвящена памятная доска на фасаде на русском и финском языках.